# Ilija Lončarević
Ilija Lončarević (né le 8 octobre 1944 à Čajkovci) est un entraîneur croate de football.

## Palmarès

### Entraîneur
- Champion de Croatie en 1999 avec le Croatia Zagreb.
- Vainqueur de la Coupe de Croatie en 1992 avec l'Inker Zaprešić.